# Adenanthellum osmitoides
Adenanthellum osmitoides là một loài thực vật có hoa trong họ Cúc. Loài này được (Harv.) B.Nord. mô tả khoa học đầu tiên năm 1979.